# 유계 함수

붉은색 함수는 유계 함수지만, 푸른색 함수는 유계 함수가 아니다.

실해석학에서 유계 함수(有界函數, 영어: bounded function)는 그 치역이 유계 집합인 함수이다.

## 정의
다음과 같은 데이터가 주어졌다고 하자.
- 위상 공간 {\displaystyle X}
- 체 {\displaystyle K\in \{\mathbb {R} ,\mathbb {C} \}}
- {\displaystyle K}-위상 벡터 공간 {\displaystyle V}
- 연속 함수 {\displaystyle f\colon X\to V}

### 유계 함수
{\displaystyle f}의 치역이 유계 집합이라면, {\displaystyle f}를 유계 함수라고 한다. 즉, {\displaystyle 0\in V}의 임의의 근방 {\displaystyle N\ni 0}에 대하여, 다음 조건을 만족시키는 수 {\displaystyle \delta \in K\setminus \{0\}}가 존재하여야 한다.
{\displaystyle \delta f(x)\in N\qquad \forall x\in X}
유계 함수가 아닌 함수를 무계 함수(無界函數, 영어: unbounded function)라고 한다. 유계 연속 함수 {\displaystyle X\to V}의 벡터 공간을 {\displaystyle {\mathcal {C}}_{\text{bd}}(X;V)}로 표기하며, 이 위에는 균등 수렴 위상을 부여한다.

### 콤팩트 지지 함수
{\displaystyle X}가 추가로 국소 콤팩트 하우스도르프 공간이라고 하자.
{\displaystyle f}에 대하여 다음 두 조건이 서로 동치이며, 이를 만족시키는 함수를 콤팩트 지지 연속 함수(영어: compactly supported continuous map)라고 한다.
- {\displaystyle f|_{X\setminus K}=0}인 콤팩트 집합 {\displaystyle K}가 존재한다. (여기서 {\displaystyle 0\colon X\to V}는 영벡터 상수 함수이다.)
- 지지 집합 {\displaystyle \operatorname {supp} f=\operatorname {cl} \{x\in X\colon f(x)\neq 0\}}이 콤팩트 집합이다. (여기서 {\displaystyle \operatorname {cl} }은 폐포를 뜻한다.)

콤팩트 지지 연속 함수 {\displaystyle X\to V}들의 집합을 {\displaystyle {\mathcal {C}}_{\text{comp}}(X,V)}로 표기하자.

### 무한에서 0이 되는 함수
{\displaystyle X}가 추가로 국소 콤팩트 하우스도르프 공간이라고 하자.
만약 {\displaystyle f}가 다음 조건을 만족시킨다면, 무한에서 0이 되는 연속 함수(영어: continuous map vanishing at infinity)라고 한다.
- {\displaystyle 0\in V}의 임의의 근방 {\displaystyle N\ni 0}에 대하여, {\displaystyle \operatorname {im} (f|_{X\setminus K})\subseteq N}이 되는 콤팩트 집합 {\displaystyle K}가 존재한다. (여기서 {\displaystyle \operatorname {im} }은 치역을 의미한다.)

무한에서 0이 되는 연속 함수 {\displaystyle X\to V}들의 집합을 {\displaystyle {\mathcal {C}}_{0}(X,V)}로 표기하자. 만약 {\displaystyle V}가 노름 공간이라면, {\displaystyle {\mathcal {C}}_{0}(X,V)}에 다음과 같은 노름을 줄 수 있다.
{\displaystyle \|f\|=\sup _{x\in X}f(x)}
만약 {\displaystyle V}가 바나흐 공간이라면, {\displaystyle {\mathcal {C}}_{0}(X,V)} 역시 바나흐 공간이다.

## 성질
{\displaystyle X}가 국소 콤팩트 하우스도르프 공간일 때, 다음과 같은 포함 관계가 존재한다.
{\displaystyle {\mathcal {C}}_{\text{comp}}(X;V)\subseteq {\mathcal {C}}_{0}(X;V)\subseteq {\mathcal {C}}_{\text{bd}}(X;V)\subseteq {\mathcal {C}}(X;V)}
여기서 {\displaystyle {\mathcal {C}}(X;V)}는 모든 연속 함수 {\displaystyle X\to V}들의 공간이다.
만약 {\displaystyle X}가 콤팩트 하우스도르프 공간이라면 하이네-보렐 정리에 의하여 이 네 함수 공간들은 모두 다 일치한다.
또한, 모든 유계 변동 함수는 유계 함수이다.

### 노름
{\displaystyle V}가 노름 공간이라고 하면, {\displaystyle {\mathcal {C}}_{\text{bd}}(X;V)} 위에 균등 노름
{\displaystyle \|f\|=\max _{x\in X}\|f(x)\|\qquad (f\in {\mathcal {C}}_{\text{bd}}(X;V))}
을 정의할 수 있다. 만약 {\displaystyle V}가 추가로 바나흐 공간이라면, {\displaystyle {\mathcal {C}}_{\text{bd}}(X;V)} 역시 바나흐 공간이다. 또한, {\displaystyle {\mathcal {C}}_{0}(X;V)} 역시 균등 노름에 의하여 바나흐 공간을 이룬다. {\displaystyle {\mathcal {C}}_{\text{comp}}(X;V)}는 노름 공간이지만 일반적으로 바나흐 공간이 아니며, 그 완비화는 {\displaystyle {\mathcal {C}}_{0}(X;V)}이다.

### 리스 표현 정리
리스 표현 정리에 따르면, 국소 콤팩트 하우스도르프 공간 {\displaystyle X}에 대하여, {\displaystyle {\mathcal {C}}_{0}(X;\mathbb {R} )} 및 {\displaystyle {\mathcal {C}}_{\text{comp}}(X;\mathbb {R} )}의 위상 쌍대 공간인 바나흐 공간은 {\displaystyle X} 위의 측정 측도들의 바나흐 공간과 동형이다.

## 예
다음 함수들은 정의역과 공역이 모두 (표준적 거리 함수를 갖춘) 실수 집합 {\displaystyle \mathbb {R} }이라고 가정한다.

함수 {\displaystyle x\mapsto x}는 치역이 {\displaystyle \mathbb {R} } 전체이므로 유계 함수가 아니다. 반면, 함수 {\displaystyle x\mapsto 1/(x^{2}+1)}는 치역이 구간 {\displaystyle (0,1]}이므로 유계 함수이다.
마찬가지로, 삼각함수 {\displaystyle \sin x} 와 {\displaystyle \cos x} 또한 치역이 닫힌구간 {\displaystyle [0,1]} 이므로 유계함수이다. 그러나 {\displaystyle \tan x}는 치역이 실수 전체이므로 유계함수가 아니다.
유리수 집합의 지시 함수
{\displaystyle \chi _{\mathbb {Q} }\colon x\mapsto {\begin{cases}1&x\in \mathbb {Q} \\0&x\in \mathbb {R} \setminus \mathbb {Q} \end{cases}}}
(디리클레 함수라고 한다)는 연속 함수가 아니지만 치역이 {\displaystyle \{0,1\}}이므로 유계 함수이다.
정규 분포 확률 밀도 함수
{\displaystyle f_{1}\colon \mathbb {R} \to \mathbb {R} }
{\displaystyle f_{1}\colon x\mapsto \exp(-x^{2}/2)}

의 그래프

는 무한에서 0이 되는 매끄러운 함수이지만, 콤팩트 지지 함수가 아니다.

의 그래프

함수
{\displaystyle f_{2}\colon \mathbb {R} \to \mathbb {R} }
{\displaystyle f_{2}\colon x\mapsto {\begin{cases}\exp(-1/(1-x^{2}))&|x|<1\\0&|x|\geq 1\end{cases}}}
는 콤팩트 지지 매끄러운 함수이다.

## 같이 보기
- 유계 집합
- 지지집합
- 균등 유계 함수족

## 참고 문헌
- Jerison, Meyer (1950년 9월). “The space of bounded maps into a Banach space”. 《Annals of Mathematics》 (영어) 52 (2): 309–327. doi:10.2307/1969472. JSTOR 1969472.